# Pare-Pare
Pare-Pare è una città dell'Indonesia nella provincia del Sulawesi Meridionale. Gode dello statuto di municipalità (kota).
Jusuf Habibie, terzo Presidente dell'Indonesia, nacque a Pare-Pare.